# Place Adrien-Tironneau
La place Adrien-Tironneau, aussi appelée lune de Pontlieue est un carrefour important situé au sud du Mans (Sarthe).

## Situation et accès
Cette place située dans le quartier de Pontlieue est un rond-point à quatre voies avec feux qui permet des bifurcations entre les routes de Tours, Angers, Orléans et Chartres. Elle est un lieu de changement multimodal entre tramway, bus et taxi.
Voies rencontrée
Dans le sens anti-horaire :
- Avenue Jean-Jaurès (nord) vers le quartier Jean-Jaurès et le centre-ville
- Rue du Champ-de-Mars vers les Archives départementales
- Boulevard Jean-Jacques-Rousseau
- Avenue Félix-Geneslay vers Arnage et Angers - RD 723 (ex-RN 23)
- Avenue Georges-Durand vers Mulsanne et Tours - RD 338 (ex-RN 138)
- Avenue du Docteur-Jean-Mac vers Ruaudin, La Chartre-sur-le-Loir et les directions de Chartres et Orléans - RD 304

Transports en commun
- Tramway : Station Pontlieue du tramway T1
- Bus : Lignes 3, 6, 7, 12, 17 et 21

## Origine du nom
La place porte le nom d'Adrien Tironneau, maire de la ville du 27 avril 1906 au 16 mai 1908.

## Bâtiments remarquables et lieux de mémoire

Panorama de la lune de Ponlieue ou place Adrien-Tironneau, grand giratoire à 3 ou 4 voies routières plus deux de tramway (photographiée ici sous la neige).

- Parc des expositions
- Stade du Maroc